# Todd Duffee
 (octobre 2023).
Todd Duffee, né le 6 décembre 1985, est un pratiquant professionnel de combat libre américain. Il combat actuellement à l'Ultimate Fighting Championship dans la division poids lourds. Il a aussi joué un rôle d'un combattant dans Never Back Down 2.

## Palmarès en MMA
| 12 combats     | 9 victoires | 3 défaites |
| Par KO         | 9           | 3          |
| Par soumission | 0           | 0          |
| Sur décision   | 0           | 0          |

| Résultat | Record | Adversaire       | Méthode      | Evénement                               | Date              | Round | Temps | Lieu                                   | Notes                                        |
| -------- | ------ | ---------------- | ------------ | --------------------------------------- | ----------------- | ----- | ----- | -------------------------------------- | -------------------------------------------- |
| Défaite  | 9-3    | Frank Mir        | KO (Poing)   | UFC Fight Night: Mir vs. Duffee         | 15 juillet 2015   | 1     | 1:13  | San Diego, Californie, États-Unis      |                                              |
| Victoire | 9-2    | Anthony Hamilton | KO (Poing)   | UFC 181: Hendricks vs. Lawler II        | 6 décembre 2014   | 1     | 0:33  | Las Vegas Nevada, États-Unis           |                                              |
| Victoire | 8-2    | Phil De Fries    | TKO (Poings) | UFC 155: Dos Santos vs. Velasquez II    | 29 décembre 2012  | 1     | 2:04  | Las Vegas, Nevada, USA                 | Retour à l'UFC KO de la soirée.              |
| Victoire | 7-2    | Neil Grove       | TKO (Poings) | Super Fight League 2                    | 7 avril 2012      | 1     | 0:34  | Chandigarh, Inde                       |                                              |
| Défaite  | 6-2    | Alistair Overeem | KO (Poings)  | Dynamite!! 2010                         | 31 décembre 2010  | 1     | 0:19  | Saitama, Japon                         | Pour le titre intérim poids lourds du Dream. |
| Défaite  | 6-1    | Mike Russow      | KO (Poings)  | UFC 114: Rampage vs. Evans              | 29 mai 2010       | 3     | 2:33  | Las Vegas, Nevada, États-Unis          |                                              |
| Victoire | 6-0    | Tim Hague        | KO (Poings)  | UFC 102: Couture vs. Nogueira           | 29 août 2009      | 1     | 0:07  | Portland, Oregon, États-Unis           | Début à l'UFC.                               |
| Victoire | 5-0    | Assuerio Silva   | TKO (Poings) | Jungle Fight 11                         | 13 septembre 2008 | 2     | 1:17  | Rio de Janeiro, Brésil                 |                                              |
| Victoire | 4-0    | Josh Bennett     | KO (Poings)  | Alianza National Full Contact 2         | 8 août 2008       | 1     | 1:25  | Saint-Domingue, République dominicaine |                                              |
| Victoire | 3-0    | Mark Honneger    | TKO (Poings) | Crazy Horse Fights                      | 11 décembre 2007  | 1     | 3:22  | Miami, Floride, États-Unis             |                                              |
| Victoire | 2-0    | Mike Walbright   | TKO (Poings) | Beatdown Fight Party: Head On Collision | 1er juin 2007     | 1     | 0:16  | Kennesaw, Géorgie ,États-Unis          |                                              |
| Victoire | 1-0    | Jonathan Spears  | TKO (Poings) | Beatdown Fight Party: Invasion          | 9 février 2007    | 1     | 0:15  | Kennesaw, Géorgie États-Unis           |                                              |

## Filmographie
- 2011 : Never Back Down 2 : Tim Newhouse
- 2016: Batman vs Superman: Dawn of justice: boxeur mis KO lors d’un match clandestin